# Celosia margaritacea
Celosia margaritacea är en amarantväxtart som beskrevs av Carl von Linné. Celosia margaritacea ingår i släktet celosior, och familjen amarantväxter. Inga underarter finns listade i Catalogue of Life.